# 湧ヶ淵

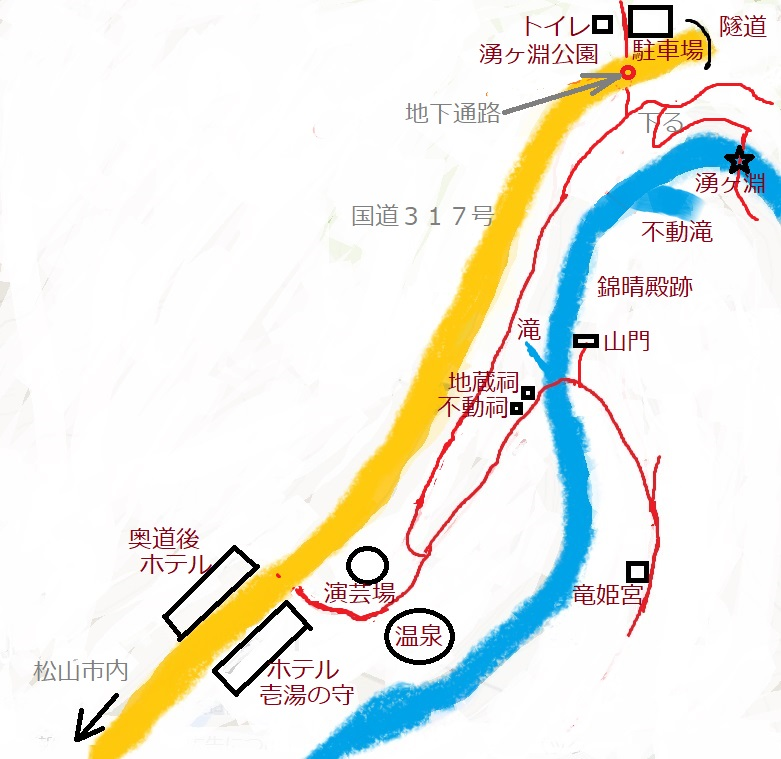
概略図

湧ヶ淵（わきがふち）は、愛媛県松山市末町にある石手川流域にある渓谷。石手川ダムの下流で、ホテル奥道後から上流に向かって遊歩道が整備されている。

## 概要
長い歳月をかけて創られた花崗岩の渓谷で、昔から川沿いの周辺に温湯が湧き出ているところがあることから湧ヶ淵と呼ばれる。ホテル奥道後によって遊歩道が整備されており、この淵にまつわる伝説に由来する祠がある。

## 伝説
元和年間（1615年 - 1623年）、この淵に大蛇が棲み、夜な夜な美女に化身して通行人をたぶらかしては危害を及ぼしていた、そこで、湯山菊ヶ森城主・三好長門守秀吉の長男である蔵三郎人秀勝が退治しようと潜んでいたところ、美女が水上に出現し、鉄砲を撃ったところ、天地が鳴動してのたうち回る大蛇が現れ、翌朝、大蛇の死骸が浮かんだ。それ以来、怪しい美女は現れなくなった。その蛇の頭骨を祀った祠が流域脇にあり、それが竜姫宮である。

## 関連作品
- 夏目漱石の俳句：「蛇を斬った 岩と聞けば 淵寒し」
- 星野哲郎・作詞、北島三郎・唄『伊予の女』：3番の歌詞に「道後湯の町奥道後 岩をつらぬく石手川」

## 設備
- 不動明王石造坐像の祠・地蔵菩薩石造立像の祠・石鎚大権現祠・成田山新勝寺祠
- 竜姫宮祠・交通安全の社・開運の社
- 錦晴殿跡：焼失前の金閣を復元したもので、昭和41年に完成したが、平成13年6月の大雨による土砂崩れで流失した。現在は山門だけが残る。

## ギャラリー

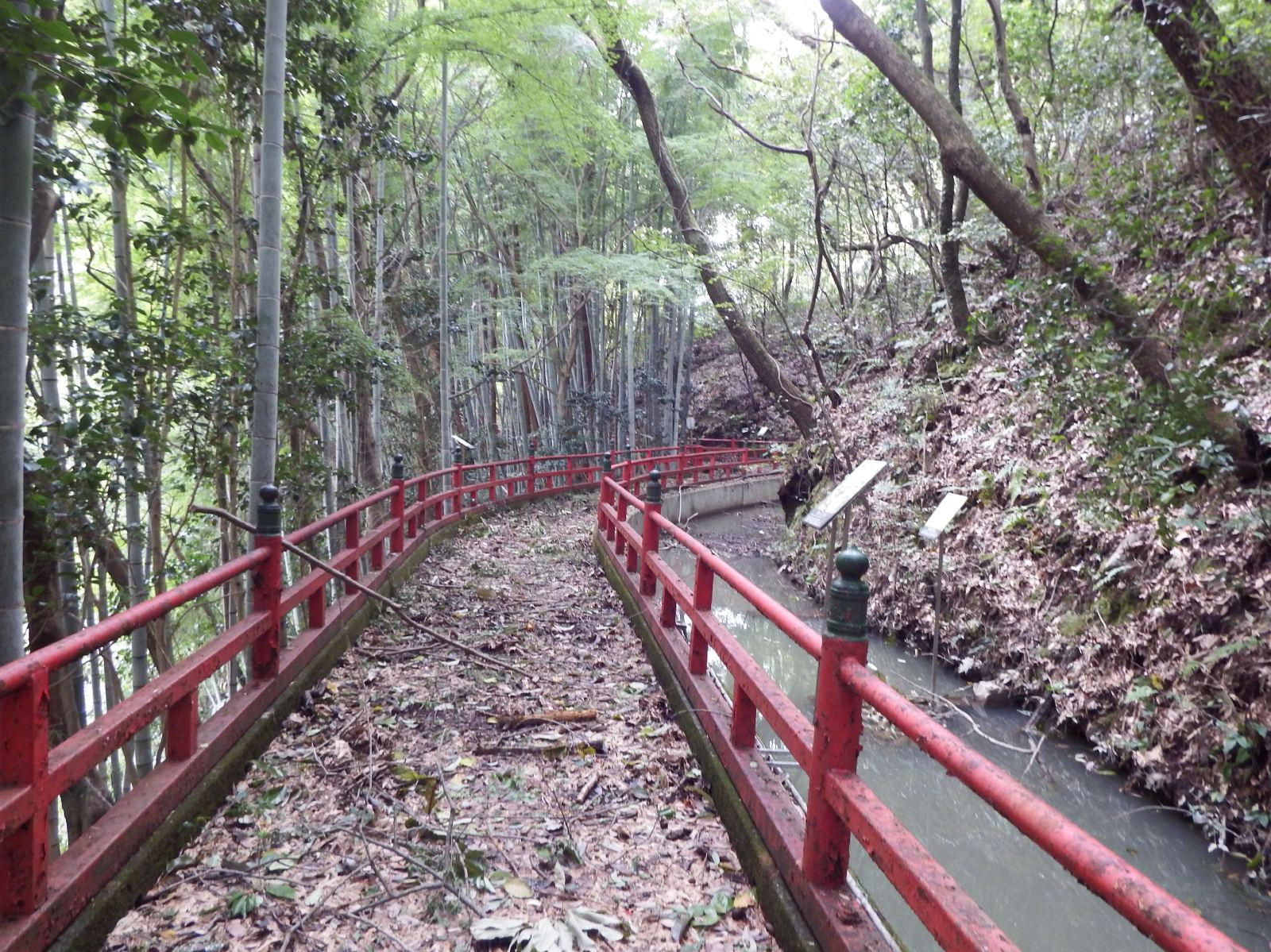
遊歩道
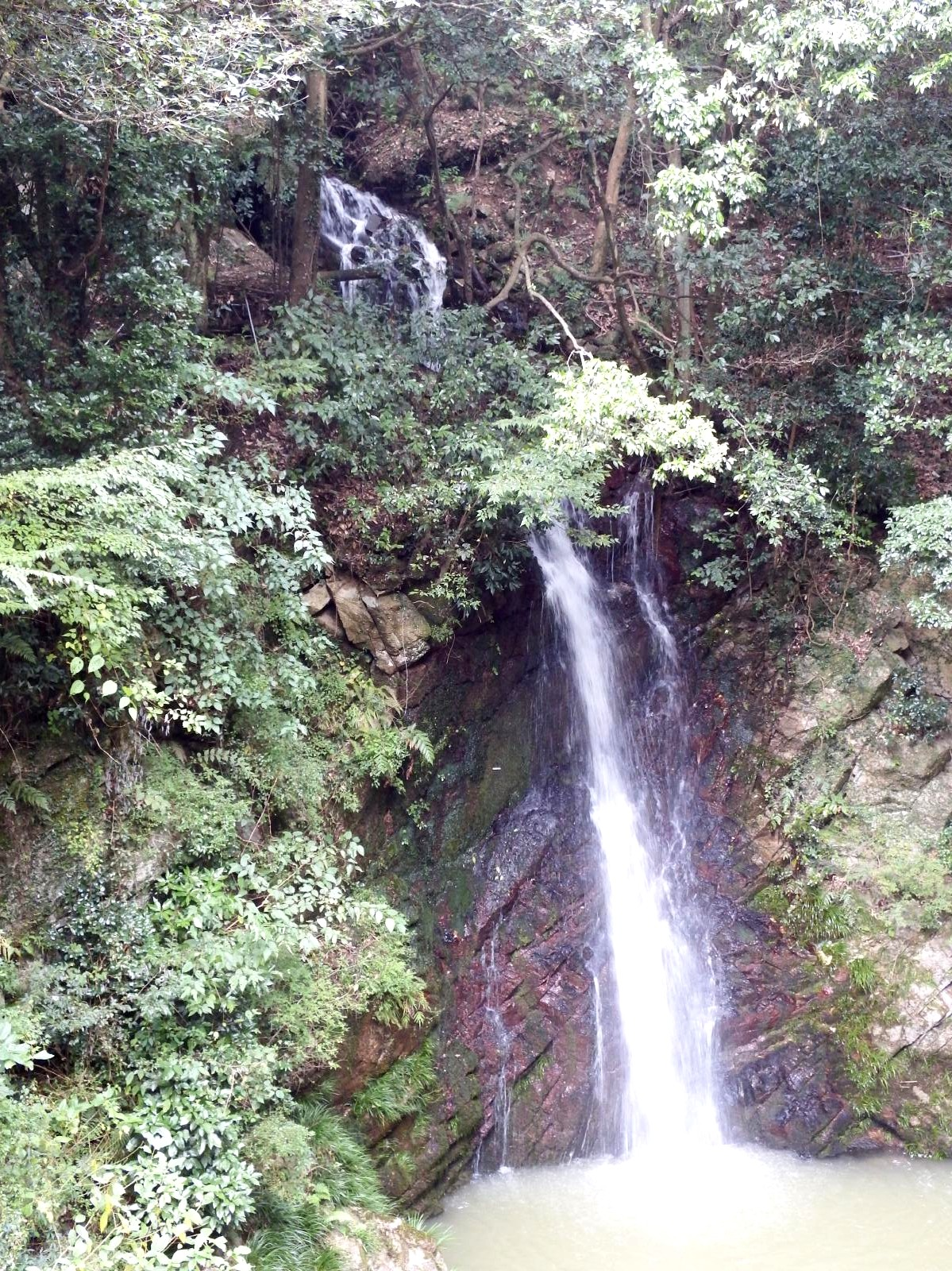
本流へ落ちる滝
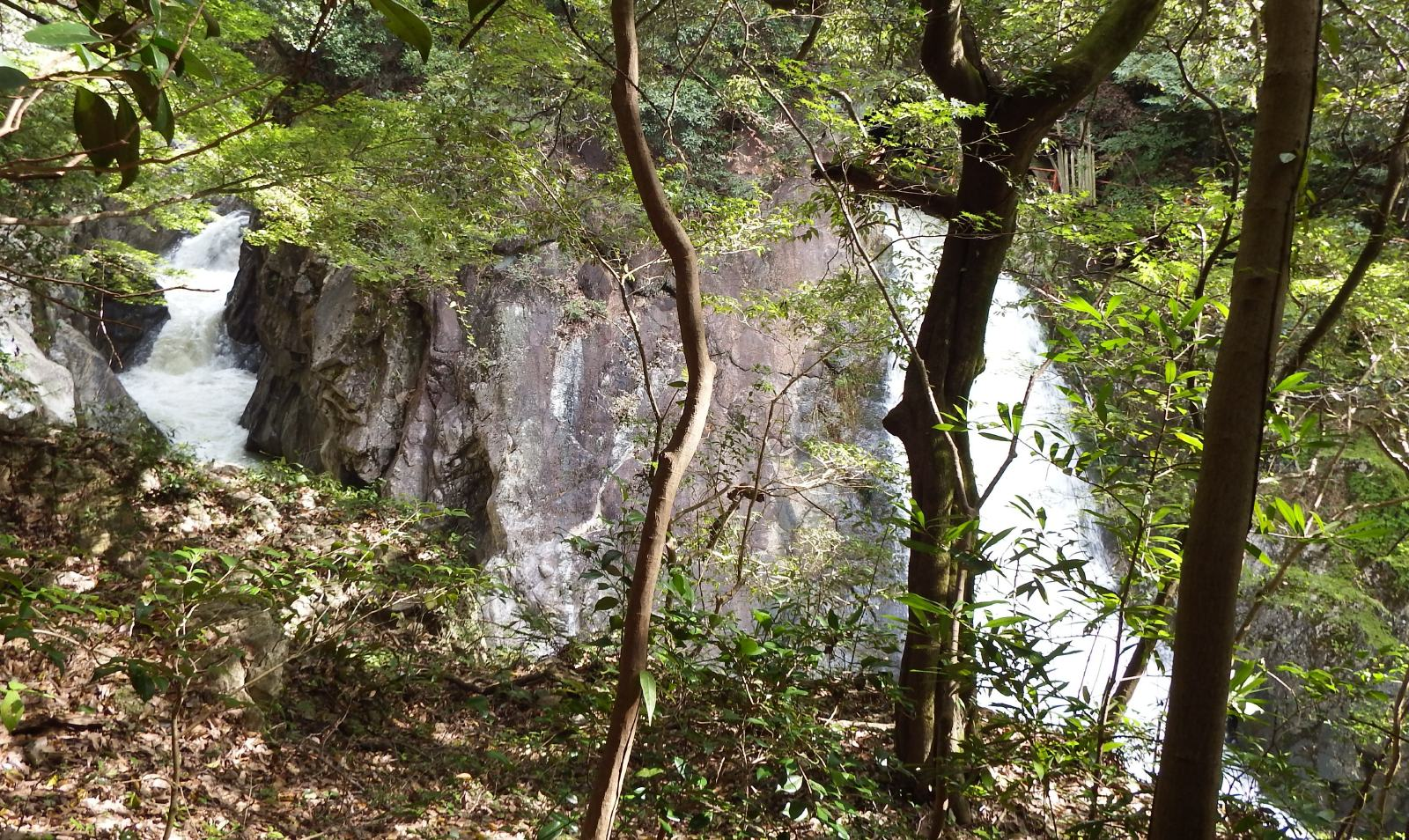
湧ヶ淵と不動滝が合流
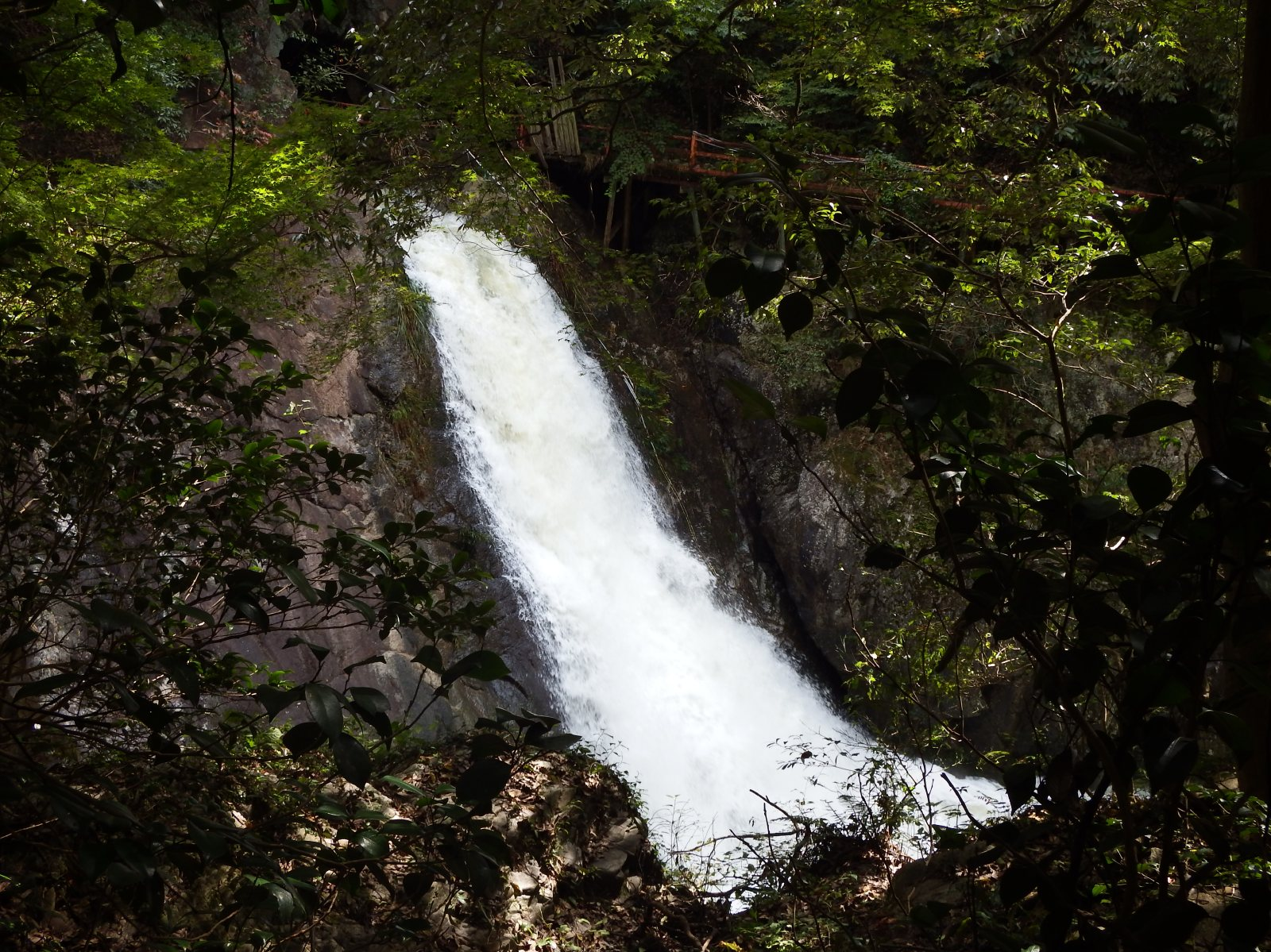
洞窟から流れる不動滝
竜姫宮

## 周辺
- ホテル奥道後
- 石手川ダム